# París-Roubaix 2021
La 118.ª edición de la clásica ciclista París-Roubaix fue una carrera en Francia que se celebró el 3 de octubre de 2021 sobre un recorrido de 257,7 kilómetros entre la ciudad francesa de Compiègne y el municipio de Roubaix. 
La carrera formó parte del UCI WorldTour 2021, calendario ciclístico de máximo nivel mundial, siendo la vigésimo octava carrera de dicho circuito. El vencedor fue el italiano Sonny Colbrelli del Bahrain Victorious seguido del belga Florian Vermeersch del Lotto Soudal y del neerlandés Mathieu van der Poel del Alpecin-Fenix.

## Recorrido
La París-Roubaix dispuso de un recorrido total de 257 kilómetros con 30 tramos de pavé, esta carrera forma parte del calendario de clásicas de adoquines, siendo la última y más legendaria carrera que se disputa en clásicas de pavé.
El recorrido de la edición 2021 es similar con la edición anterior. Es igual de largo como el año pasado con un total de 257 kilómetros, incluyendo más de 2 km de áreas nuevas de pavé, alcanzando una longitud total de 55 km distribuidos en veintinueve secciones. El detalle más notable en el recorrido es el sector de Saint-Python, junto a los sectores de Viesly à Briastre similar a la edición anterior, y el viejo sector de Briastre à Solesmes que no había figurado en la ruta durante treinta años.
A pesar de su nombre, la carrera no empieza en la ciudad de París, pero en esta edición se da comienzo en la ciudad de Compiègne, a unos 80 kilómetros al norte de París, y se mueve hacia el norte para finalizar en Roubaix. La dificultad principal son los treinta secciones adoquinadas que están dispuestos sobre una distancia total de 55 kilómetros. Los organizadores de la carrera atribuyen a estas zonas un nivel de dificultad, las tres áreas más difíciles se clasifican como de cinco estrellas, mientras que sólo un sector se clasifica con una estrella, considerado el más fácil.
Los primeros 96 kilómetros de recorrido son planos sobre carreteras normales, llegando entre el primer sector de Troisvilles-Inchy que pone picante a la carrera. Durante los próximos 60 kilómetros, hay nueve áreas pavimentadas antes del primer sector de cinco estrellas, el Trouée d'Arenberg, con una longitud de 2.4 kilómetros, con sus adoquines en mal estado, disjuntos y no alineados, por lo general este tramo en uno de los más decisivos de la prueba, suele provocar la primera selección en la carrera eliminando a muchos corredores de cara a la victoria final.
A continuación, la ruta gira varias veces alrededor de la comuna de Wallers donde hay otros sectores. Luego la carrera se dirige hacia el norte, cruzando varios corredores de áreas de pavé todas clasificada entre tres o cuatro estrellas, para llegar a la zona de cinco estrellas después de 200 kilómetros en el sector de pavé de Mons-en-Pévèle con una longitud de 3 kilómetros. Al final el pelotón ingresa a los últimos sectores de dificultad de tres y cinco estrellas, como el clásico sector de Carrefour de l'Arbre, donde los ciclistas realizan los últimos ataques en la carrera a 15 kilómetros de la meta, antes de la llegada al Velódromo de Roubaix.
| Sector | km    | Nombre                                  | Longitud (m) | Dificultad        |
| ------ | ----- | --------------------------------------- | ------------ | ----------------- |
| 30     | 96,3  | Troisvilles-Inchy                       | 2200         | * · * · *         |
| 29     | 102,8 | Viesly-Quiévy                           | 1800         | * · * · *         |
| 28     | 105,4 | Quiévy-Saint-Python                     | 3700         | * · * · * · *     |
| 27     | 110,1 | Saint-Python                            | 1500         | * · *             |
| 26     | 116,6 | Haussy-Saint-Martin-sur-Écaillon        | 800          | * · *             |
| 25     | 120,9 | Saint-Martin-sur-Écaillon-Vertain       | 2300         | * · * · *         |
| 24     | 127,3 | Capelle-Ruesnes                         | 1700         | * · * · *         |
| 23     | 136,3 | Artres-Quérénaing                       | 1300         | * · *             |
| 22     | 138,1 | Quérénaing-Maing                        | 2500         | * · * · *         |
| 21     | 141,2 | Monchaux-sur-Écaillon-Maing             | 1600         | * · * · *         |
| 20     | 154,2 | Wallers-Haveluy                         | 2500         | * · * · * · *     |
| 19     | 162,4 | Trouée d'Arenberg                       | 2400         | * · * · * · * · * |
| 18     | 168,4 | Wallers-Hélesmes                        | 1600         | * · * · *         |
| 17     | 175,2 | Hornaing-Wandignies-Hamage              | 3700         | * · * · * · *     |
| 16     | 182,7 | Warlaing-Brillon                        | 2400         | * · * · *         |
| 15     | 186,2 | Tilloy-lez-Marchiennes-Sars-et-Rosières | 2400         | * · * · * · *     |
| 14     | 192,5 | Beuvry-la-Forêt-Orchies                 | 1400         | * · * · *         |
| 13     | 197,5 | Orchies                                 | 1700         | * · * · *         |
| 12     | 203,6 | Auchy-lez-Orchies-Bersée                | 2700         | * · * · * · *     |
| 11     | 209,1 | 'Mons-en-Pévèle                         | 3000         | * · * · * · * · * |
| 10     | 215,1 | Mérignies-Avelin                        | 700          | * · *             |
| 9      | 218,5 | Pont-Thibaut-Ennevelin                  | 1400         | * · * · *         |
| 8      | 223,9 | Templeuve (L'Épinette)                  | 200          | *                 |
| 8      | 224,4 | Templeuve (Moulin-de-Vertain)           | 500          | * · *             |
| 7      | 230,8 | Cysoing-Bourghelles                     | 1300         | * · * · *         |
| 6      | 233,3 | Bourghelles-Wannehain                   | 1100         | * · * · *         |
| 5      | 237,5 | Camphin-en-Pévèle                       | 1800         | * · * · * · *     |
| 4      | 240,5 | Carrefour de l'Arbre                    | 2100         | * · * · * · * · * |
| 3      | 242,8 | Gruson                                  | 1100         | * · *             |
| 2      | 249,5 | Willems-Hem                             | 1400         | * · *             |
| 1      | 256,3 | Roubaix                                 | 300          | *                 |

## Equipos participantes
Tomaron parte en la carrera 25 equipos: 19 de categoría UCI WorldTeam invitados por la organización y 6 de categoría UCI ProTeam. Formaron así un pelotón de 174 ciclistas de los cuales finalizaron 96. Los equipos participantes fueron:
| WorldTeams (19)- AG2R Citroën Team - Astana-Premier Tech - Bahrain Victorious - Bora-Hansgrohe - Cofidis - Deceuninck-Quick Step - EF Education-Nippo - Groupama-FDJ - Ineos Grenadiers - Intermarché-Wanty-Gobert Matériaux - Israel Start-Up Nation - Jumbo-Visma - Lotto Soudal - Movistar Team - Qhubeka NextHash - Team BikeExchange - Team DSM - Trek-Segafredo - UAE Team Emirates ProTeams (6)- Alpecin-Fenix - Arkéa-Samsic - B&B Hotels p/b KTM - Bingoal Pauwels Sauces WB - Delko - TotalEnergies |
| |

## Clasificación final
- La clasificación finalizó de la siguiente forma:[5]

### Clasificación general
| \| Clasificación general \| Clasificación general \| Clasificación general \| Clasificación general \| Clasificación general \| \| Ciclista \| Ciclista \| Equipo \| Tiempo \| \| \| --------------------- \| --------------------- \| ---------------------------------- \| --------------------- \| --------------------- \| \| 1.º \| Sonny Colbrelli \| Bahrain Victorious \| 6 h 01 min 57 s \| \| \| 2.º \| Florian Vermeersch \| Lotto-Soudal \| + 0 s \| \| \| 3.º \| Mathieu van der Poel \| Alpecin-Fenix \| + 0 s \| \| \| 4.º \| Gianni Moscon \| Ineos Grenadiers \| + 44 s \| \| \| 5.º \| Yves Lampaert \| Deceuninck-Quick Step \| + 1 min 16 s \| \| \| 6.º \| Christophe Laporte \| Cofidis \| + 1 min 16 s \| \| \| 7.º \| Wout van Aert \| Jumbo-Visma \| + 1 min 16 s \| \| \| 8.º \| Tom Van Asbroeck \| Israel Start-Up Nation \| + 1 min 16 s \| \| \| 9.º \| Guillaume Boivin \| Israel Start-Up Nation \| + 1 min 16 s \| \| \| 10.º \| Heinrich Haussler \| Bahrain Victorious \| + 1 min 16 s \| \| \| 11.º \| Jonas Rutsch \| EF Education-Nippo \| + 1 min 16 s \| \| \| 12.º \| Max Walscheid \| Qhubeka NextHash \| + 3 min 17 s \| \| \| 13.º \| Anthony Turgis \| TotalEnergies \| + 3 min 17 s \| \| \| 14.º \| Alexander Kristoff \| UAE Team Emirates \| + 4 min 40 s \| \| \| 15.º \| Gianni Vermeersch \| Alpecin-Fenix \| + 4 min 40 s \| \| \| 16.º \| Sebastian Langeveld \| EF Education-Nippo \| + 4 min 45 s \| \| \| 17.º \| Marco Haller \| Bahrain Victorious \| + 6 min 21 s \| \| \| 18.º \| Amaury Capiot \| Arkéa-Samsic \| + 6 min 21 s \| \| \| 19.º \| Baptiste Planckaert \| Intermarché-Wanty-Gobert Matériaux \| + 6 min 21 s \| \| \| 20.º \| Luca Mozzato \| B&B Hotels p/b KTM \| + 6 min 21 s \| \| |                      |                                    |                 |
| |                      |                                    |                 |
| Fuente: ProCyclingStats |                      |                                    |                 |
| Clasificación general |                      |                                    |                 |
| Ciclista | Ciclista             | Equipo                             | Tiempo          |
| 1.º | Sonny Colbrelli      | Bahrain Victorious                 | 6 h 01 min 57 s |
| 2.º | Florian Vermeersch   | Lotto-Soudal                       | + 0 s           |
| 3.º | Mathieu van der Poel | Alpecin-Fenix                      | + 0 s           |
| 4.º | Gianni Moscon        | Ineos Grenadiers                   | + 44 s          |
| 5.º | Yves Lampaert        | Deceuninck-Quick Step              | + 1 min 16 s    |
| 6.º | Christophe Laporte   | Cofidis                            | + 1 min 16 s    |
| 7.º | Wout van Aert        | Jumbo-Visma                        | + 1 min 16 s    |
| 8.º | Tom Van Asbroeck     | Israel Start-Up Nation             | + 1 min 16 s    |
| 9.º | Guillaume Boivin     | Israel Start-Up Nation             | + 1 min 16 s    |
| 10.º | Heinrich Haussler    | Bahrain Victorious                 | + 1 min 16 s    |
| 11.º | Jonas Rutsch         | EF Education-Nippo                 | + 1 min 16 s    |
| 12.º | Max Walscheid        | Qhubeka NextHash                   | + 3 min 17 s    |
| 13.º | Anthony Turgis       | TotalEnergies                      | + 3 min 17 s    |
| 14.º | Alexander Kristoff   | UAE Team Emirates                  | + 4 min 40 s    |
| 15.º | Gianni Vermeersch    | Alpecin-Fenix                      | + 4 min 40 s    |
| 16.º | Sebastian Langeveld  | EF Education-Nippo                 | + 4 min 45 s    |
| 17.º | Marco Haller         | Bahrain Victorious                 | + 6 min 21 s    |
| 18.º | Amaury Capiot        | Arkéa-Samsic                       | + 6 min 21 s    |
| 19.º | Baptiste Planckaert  | Intermarché-Wanty-Gobert Matériaux | + 6 min 21 s    |
| 20.º | Luca Mozzato         | B&B Hotels p/b KTM                 | + 6 min 21 s    |

## Ciclistas participantes y posiciones finales
Convenciones:
- AB-N: Abandono en la carrera
- FLT-N: Retiro por llegada fuera del límite de tiempo en la carrera
- NTS-N: No tomó la salida para la carrera
- DES-N: Descalificado o expulsado en la carrera

## UCI World Ranking
La París-Roubaix otorgó puntos para el UCI World Ranking para corredores de los equipos en las categorías UCI WorldTeam, UCI ProTeam y Continental. Las siguientes tablas son el baremo de puntuación y los 10 corredores que obtuvieron más puntos:
| Posición   | 1.º | 2.º | 3.º | 4.º | 5.º | 6.º | 7.º | 8.º | 9.º | 10.º | 11.º | 12.º | 13.º | 14.º | 15.º | 16.º-20.º | 21.º-30.º | 31.º-50.º | 51.º-55.º | 56.º-60.º |
| Puntuación | 500 | 400 | 325 | 275 | 225 | 175 | 150 | 125 | 100 | 85   | 70   | 60   | 50   | 40   | 35   | 30        | 20        | 10        | 5         | 3         |

| Clasificación |                      |                            |        |
| Ciclista      | Ciclista             | Equipo                     | Puntos |
| ------------- | -------------------- | -------------------------- | ------ |
| 1.º           | Sonny Colbrelli      | Bahrain Victorious         | 500    |
| 2.º           | Florian Vermeersch   | Lotto Soudal               | 400    |
| 3.º           | Mathieu van der Poel | Alpecin-Fenix              | 325    |
| 4.º           | Gianni Moscon        | INEOS Grenadiers           | 275    |
| 5.º           | Yves Lampaert        | Deceuninck-Quick Step      | 225    |
| 6.º           | Christophe Laporte   | Cofidis, Solutions Crédits | 175    |
| 7.º           | Wout van Aert        | Jumbo-Visma                | 150    |
| 8.º           | Tom Van Asbroeck     | Israel Start-Up Nation     | 125    |
| 9.º           | Guillaume Boivin     | Israel Start-Up Nation     | 100    |
| 10.º          | Heinrich Haussler    | Bahrain Victorious         | 85     |